# Czynnik pobudzający dojrzewanie

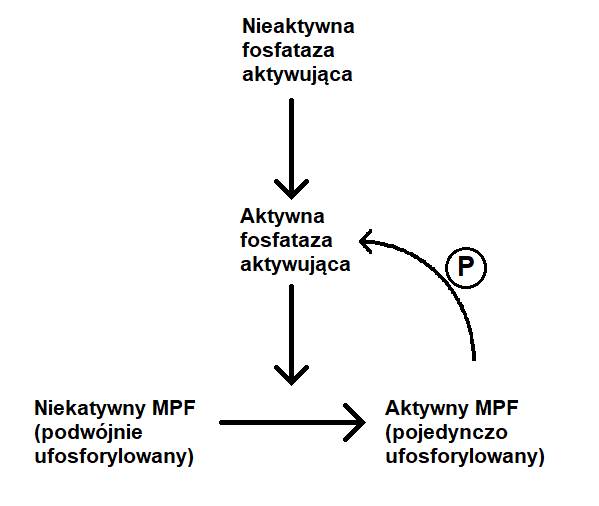
Schemat dodatniego sprzężenia zwrotnego

Czynnik pobudzający dojrzewanie (MPF, ang. mitosis promoting factor lub M-phase promoting factor) – kompleks cykliny B1 lub B2 i kinazy CDK1, odpowiadający za stymulację fazy mitotycznej i mejotycznej cyklu komórkowego. MPF odpowiada za sforsowanie punktu restrykcyjnego i przejście z punktu G2 interfazy do mitozy.
Czynnik pobudzający dojrzewanie działa na zasadzie dodatniego sprzężenia zwrotnego. Treonina-161 aktywuje podwójnie ufosforylowany MPF poprzez odczepienie jednej reszty fosforanowej. Dołącza ona do nieaktywnej fosfatazy aktywującej tym samym stymulując ją. Aktywna fosfataza pobudza nieaktywny MPF i cykl się powtarza, dopóki wszystkie kompleksy nie zostaną aktywowane.